# Santa María (Boyacá)
Pour les articles homonymes, voir Santa María.
Santa María est une municipalité située dans le département de Boyacá, en Colombie.